# 富野荘村
富野荘村（とのしょうむら）は、京都府久世郡にあった村。現在の城陽市の中部、JR奈良線の長池駅、近鉄京都線の富野荘駅周辺にあたる。

## 地理
- 河川：木津川

## 歴史
- 1889年（明治22年）4月1日 - 町村制の施行により、富野村・枇杷荘村・観音堂村の区域をもって発足。
- 1951年（昭和26年）4月1日 - 久世郡久津川村・寺田村・綴喜郡青谷村と合併して久世郡城陽町が発足。同日富野荘村廃止。

## 交通

### 鉄道路線
- 日本国有鉄道
  - 奈良線
    - 長池駅
- 奈良電気鉄道
  - 本線（現・近鉄京都線）
    - 富野荘駅